# Ostrojeț, Mlîniv
Ostrojeț (în ucraineană Острожець) este localitatea de reședință a comunei Ostrojeț din raionul Mlîniv, regiunea Rivne, Ucraina.

## Demografie
Componența lingvistică a localității Ostrojeț
     Ucraineană (99,28%)
     Alte limbi (0,73%)
Conform recensământului din 2001, majoritatea populației localității Ostrojeț era vorbitoare de ucraineană (99,28%), existând în minoritate și vorbitori de alte limbi.